# Liste der Bodendenkmäler in Furth im Wald
Auf dieser Seite sind die Bodendenkmäler in der Oberpfälzer Stadt Furth im Wald zusammengestellt. Diese Tabelle ist eine Teilliste der Liste der Bodendenkmäler in Bayern. Grundlage ist die Bayerische Denkmalliste, die auf Basis des Bayerischen Denkmalschutzgesetzes vom 1. Oktober 1973 erstmals erstellt wurde und seither durch das Bayerische Landesamt für Denkmalpflege geführt wird. Die folgenden Angaben ersetzen nicht die rechtsverbindliche Auskunft der Denkmalschutzbehörde.

## Bodendenkmäler in Furth im Wald
| Lage       | Objekt | Akten-Nr.     | Bild |
| ---------- | --- | ------------- | ---- |
| (Standort) | Siedlung der Jungsteinzeit. | D-3-6642-0004 |      |
| (Standort) | Untertägige Befunde des abgegangenen frühneuzeitlichen Schlosses von Lixenried. | D-3-6642-0009 |      |
| (Standort) | Archäologische Befunde im Bereich des frühneuzeitlichen Adelssitzes Haberseigen. | D-3-6642-0010 |      |
| (Standort) | Spätpaläolithische und mesolithische Freilandstation, vorgeschichtliche Siedlung. | D-3-6642-0066 |      |
| (Standort) | Mesolithische Freilandstation. | D-3-6643-0002 |      |
| (Standort) | Mesolithische Freilandstation. | D-3-6643-0003 |      |
| (Standort) | Archäologische Befunde des Mittelalters und der frühen Neuzeit im Bereich der historischen Altstadt von Furth im Wald. | D-3-6643-0004 |      |
| (Standort) | Archäologische Befunde des Mittelalters und der frühen Neuzeit im Bereich der katholischen Pfarrkirche Mariä Himmelfahrt in Furth im Wald, darunter die Spuren von Vorgängerbauten bzw. älteren Bauphasen der Kirche sowie der abgegangenen mittelalterlichen Kirchenbefestigung. | D-3-6643-0005 |      |
| (Standort) | Archäologische Befunde im Bereich des ehemaligen Pflegschlosses in Furth im Wald, zuvor mittelalterliche Burg. | D-3-6643-0006 |      |
| (Standort) | Mittelalterlicher Burgstall. | D-3-6643-0020 |      |
| (Standort) | Spätpaläolithische und mesolithische Freilandstation. | D-3-6643-0023 |      |
| (Standort) | Mesolithische Freilandstation. | D-3-6643-0026 |      |
| (Standort) | Mesolithische Freilandstation. | D-3-6643-0027 |      |
| (Standort) | Spätpaläolithische und mesolithische Freilandstation. | D-3-6643-0029 |      |
| (Standort) | Archäologische Befunde der frühen Neuzeit im Bereich der katholischen Nebenkirche Hl. Kreuz in Furth im Wald, darunter die Spuren von Vorgängerbauten bzw. älterer Bauphasen. | D-3-6643-0031 |      |
| (Standort) | Untertägige Befunde der abgebrochenen frühneuzeitlichen Kapelle St. Leonhard in Furth im Wald. | D-3-6643-0032 |      |
| (Standort) | Untertägige Befunde des abgebrochenen „Oberen Tors“ der mittelalterlichen und frühneuzeitlichen Stadtbefestigung von Furth im Wald. | D-3-6643-0033 |      |
| (Standort) | Untertägige Befunde des abgebrochenen „Unteren Tors“ der mittelalterlichen und frühneuzeitlichen Stadtbefestigung von Furth im Wald. | D-3-6643-0034 |      |
| (Standort) | Siedlung der Jungsteinzeit. | D-3-6742-0036 |      |
| (Standort) | Archäologische Befunde der frühen Neuzeit im Bereich des ehemaligen Schlosses von Ränkam. | D-3-6742-0037 |      |
| (Standort) | Spätpaläolithische und mesolithische Freilandstation. | D-3-6742-0161 |      |
| (Standort) | Mittelalterlicher Erdstall. | D-3-6743-0020 |      |
| (Standort) | Mittelalterlicher Erdstall. | D-3-6743-0021 |      |
| (Standort) | Mesolithische Freilandstation. | D-3-6743-0023 |      |
| (Standort) | Mittelalterlicher Erdstall. | D-3-6743-0030 |      |